# Robert Prigent
Pour les articles homonymes, voir Prigent.
Robert Prigent, né le 24 novembre 1910 à Saint-Pol-sur-Mer (Nord) et mort le 19 juillet 1995 dans le 16e arrondissement de Paris, est un homme politique et un syndicaliste français.

## Biographie
Il est secrétaire de l'union locale des syndicats C.F.T.C. de Dunkerque lorsqu'il adhère au Parti démocrate populaire. Il organise le Mouvement familial ouvrier pendant la guerre.
En septembre 1943, il est membre de l'Assemblée consultative provisoire à Alger. Il y représente l'Organisation civile et militaire (OCM). Il fait adopter, à l'ordonnance portant organisation des pouvoirs publics, un amendement qui introduit le vote des femmes. 
À la Libération, Robert Prigent est nommé à la direction du commissariat général à la famille. Il défend l'option travailliste lors la constitution du Mouvement républicain populaire (MRP). Il est élu député M.R.P. du département du Nord aux deux Assemblées constituantes puis député à l'Assemblée nationale (1945-1951). Il est plusieurs fois ministre, notamment de la Population.
Il a exercé ensuite diverses fonctions dans le milieu associatif en relation avec ses convictions chrétiennes et syndicales.

## Fonctions gouvernementales
- Ministre de la Population du gouvernement Charles de Gaulle (2) (du 21 novembre 1945 au 26 janvier 1946)
- Ministre de la Santé publique et de la Population du gouvernement Félix Gouin (du 26 janvier au 24 juin 1946)
- Ministre de la Population du gouvernement Georges Bidault (1) (du 24 juin au 16 décembre 1946)
- Ministre de la Santé publique et de la Population du gouvernement Paul Ramadier (du 9 mai au 22 octobre 1947)
- Secrétaire d'État à la Présidence du Conseil du gouvernement Georges Bidault (2) (du 14 février au 2 juillet 1950)
- Secrétaire d'État à l'Intérieur du gouvernement Henri Queuille (2) (du 2 au 12 juillet 1950)

## Distinctions
- Commandeur de la Légion d'honneur,
- Grand-croix de l'ordre national du Mérite,
- Commandeur de l'ordre de la Santé publique,
- Chevalier de l'ordre du Mérite social.

## Hommage

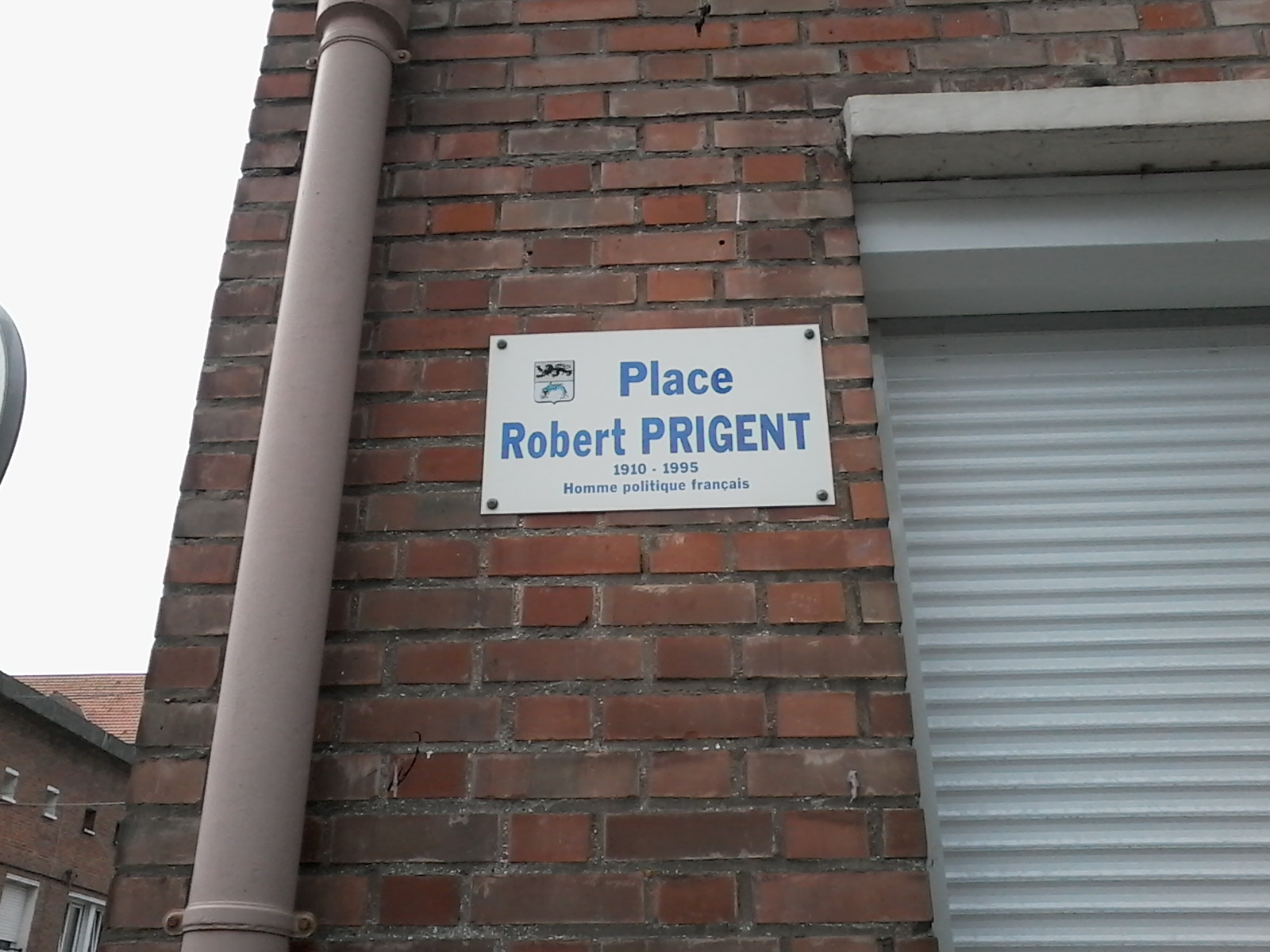
La plaque de la Place Robert Prigent à Dunkerque.

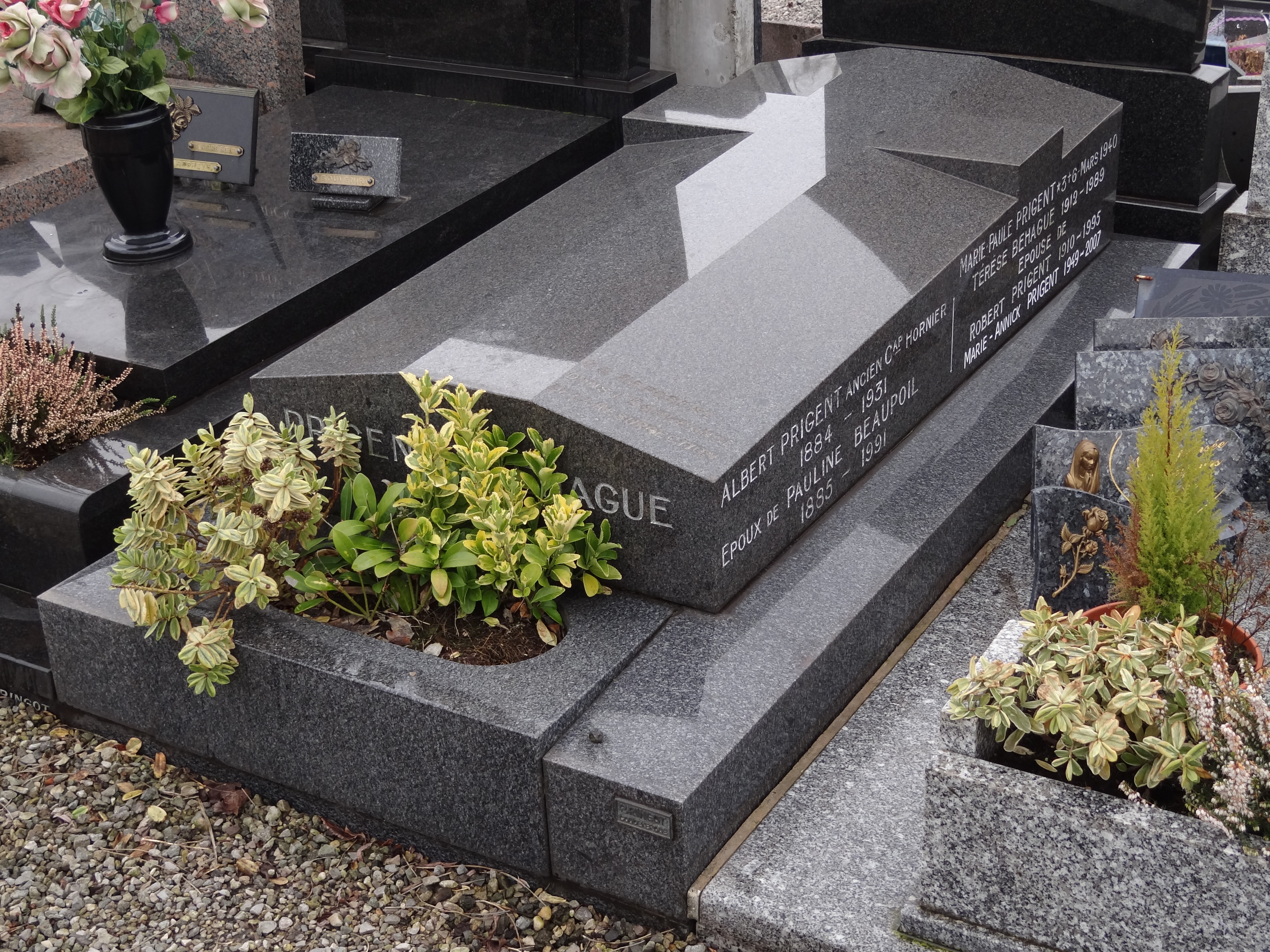
La tombe de Robert Prigent au cimetière de Dunkerque Centre (Nord).

- Une place de Dunkerque porte son nom depuis le 19 juin 1996[6].
- Un parc porte son nom à Saint-Pol-sur-Mer[7].